# Collegia iuvenum
Collegia iuvenum (лат. collegia iuvenum, також iuventutes) - молодіжні братства в Римській імперії, що об’єднували юнаків військового віку для спільних соціальних, релігійних та іноді військових цілей. Вони відігравали важливу роль у формуванні громадянської ідентичності та підготовці молоді до активної участі у громадському житті Стародавнього Риму.

## Походження та структура
Collegia iuvenum виникли як організовані спільноти молоді, переважно з представників заможних верств римського суспільства, які досягли віку носіння toga virilis (зазвичай з 14 років). Основною метою цих братств було виховання майбутніх громадян у дусі традиційних римських цінностей, підготовка до військової служби, а також участь у громадському житті.
Організація collegia була подібна до інших колегій: мала власний статут, керівників (часто curatores), членські внески та спільну власність. Діяльність братств регулювалася державою, а їх легалізація вимагала спеціального дозволу від сенату чи імператора. У деяких випадках членство у collegia iuvenum було почесним і могло передаватися у спадок у межах впливових родин.
Члени братств носили спеціальні однострої або знаки відмінності, брали участь у спільних тренуваннях, святах та ритуалах. Відомі випадки, коли collegia мали власні будівлі, де проводили збори, тренування та святкування. У великих містах, таких як Рим, подібні організації могли об’єднувати сотні юнаків, а їх діяльність координувалася з міською владою.

## Діяльність та роль у суспільстві
Молодіжні колегії брали участь у святкуваннях, громадських процесіях, спортивних іграх (наприклад, Ювеналії), театральних виставах і циркових іграх. Вони мали зарезервовані місця у театрах та на іподромах, а також могли виступати як організовані групи підтримки під час видовищ.
Collegia iuvenum виконували також релігійні функції, беручи участь у культах та обрядах, а іноді - у військових тренуваннях, що було особливо актуально для підготовки до служби у римському війську. Важливою складовою діяльності було формування командного духу, лідерських якостей та відчуття відповідальності перед громадою.
У багатьох містах collegia iuvenum брали участь у підтримці громадського порядку під час масових заходів, а іноді навіть залучалися до міської самооборони. Участь у таких братствах відкривала молодим людям шлях до політичної кар'єри, знайомств із впливовими особами та здобуття авторитету серед однолітків. Деякі collegia мали власні фонди, які використовувалися для організації свят, підтримки членів у скрутних ситуаціях та благодійності.

## Еволюція та значення
Початково такі об’єднання існували у формі sodalicia, але з І ст. н.е. вони набули організаційної форми collegia. За часів Августа їх роль посилилася у зв’язку з політикою відродження традиційних римських цінностей та зміцнення військової дисципліни серед молоді.
У період Римської республіки collegia iuvenum були менш формалізованими, проте з приходом імператорської влади та зростанням значення міських свят і масових видовищ їх структура ускладнилася. Імператори, зокрема Нерон та Траян, активно підтримували діяльність молодіжних колегій, використовуючи їх для пропаганди імперських цінностей та залучення молоді до лояльності владі.
З часом collegia iuvenum стали одним із механізмів соціальної інтеграції, сприяючи збереженню традицій, передачі знань і навичок від старших поколінь до молодших. Однак, у деякі періоди влада обмежувала діяльність братств через побоювання щодо їхньої участі у змовах чи заворушеннях. У III ст. н.е. роль collegia поступово зменшувалася у зв'язку з кризою імперії та зміною соціальної структури.

## Географія поширення та локальні особливості
Collegia iuvenum були поширені переважно на території Італії, з рідкісними винятками поза півостровом. У різних містах структура, програми та функції братств могли суттєво відрізнятися, що свідчить про природний розвиток цих об’єднань без єдиного централізованого сценарію.
У Римі collegia iuvenum часто мали тісні зв’язки з місцевою владою та аристократією, а їхні члени брали участь у найважливіших міських святах. У провінційних містах, наприклад, у Помпеї чи Остії, такі братства могли виконувати додаткові функції - від організації місцевих культів до участі у будівництві громадських споруд. У деяких регіонах collegia iuvenum ставали центрами культурного життя, сприяючи розвитку мистецтва, музики та освіти серед молоді.
Відомі також випадки, коли collegia iuvenum брали участь у вирішенні локальних конфліктів, виступаючи посередниками між різними соціальними групами. У містах Північної Африки та Галлії подібні організації виникали під впливом римських традицій, але мали власні особливості, зумовлені місцевими звичаями та культурою.